# La Nueva Esperanza, Puebla
La Nueva Esperanza är en ort i Mexiko.   Den ligger i kommunen Acateno och delstaten Puebla, i den sydöstra delen av landet, 210 km öster om huvudstaden Mexico City. La Nueva Esperanza ligger 420 meter över havet och antalet invånare är 123.
Terrängen runt La Nueva Esperanza är kuperad österut, men västerut är den platt. Runt La Nueva Esperanza är det ganska tätbefolkat, med 104 invånare per kvadratkilometer. Närmaste större samhälle är Tlapacoyan, 11,9 km sydost om La Nueva Esperanza. Omgivningarna runt La Nueva Esperanza är en mosaik av jordbruksmark och naturlig växtlighet.